# Richmond Hill (Ontario)
Richmond Hill [ˈɹɪtʃməndˌhɪl] ist eine Stadt in der Regional Municipality of York nördlich von Toronto in Ontario. Sie ist Teil der Greater Toronto Area in Kanada und hat 195.022 Einwohner (Stand: 2016). 2011 betrug die Einwohnerzahl 185.541.

## Geschichte
Das Gebiet wurde zuerst von Royalisten und britischen Siedler und 1801 zuerst als Miles Hill (nach Abner Miles, einem berühmten Einwanderer) erwähnt. Später wurde es umbenannt in Mount Pleasant (angenehmer Berg). Einer örtlichen Legende zufolge wurde es in Richmond Hill umbenannt, als Charles Lennox, 4. Duke of Richmond, den Ort 1820 besuchte.
Richmond Hill wurde 1873 zum Dorf und 1957 zur Stadt erhoben. Es umfasst die älteren Siedlungen Oak Ridges, Langstaff und Elgin Mills.
Mit der Urbanisierung von Toronto erfährt Richmond Hill seit den 1970er Jahren ein rasantes Wachstum. In den 90er Jahren war Richmond Hill gemäß Statistics Canada die kanadische Stadt mit dem größten Bevölkerungswachstum.

### Motto
Das Motto der Stadt ist „En la rose, je fleuris.“ (Französisch für „Wie die Rose, blühe ich.“). Im frühen 20. Jahrhundert war die Stadt das Zentrum der Rosenzucht. Ein neueres Motto ist „A little norther, a little nicer.“ (Englisch für „Ein bisschen nördlicher, ein bisschen netter.“)  Es bezieht sich auf den langsameren, einfacheren Lebensstil im Vergleich zum hektischen Toronto.

### Sehenswertes

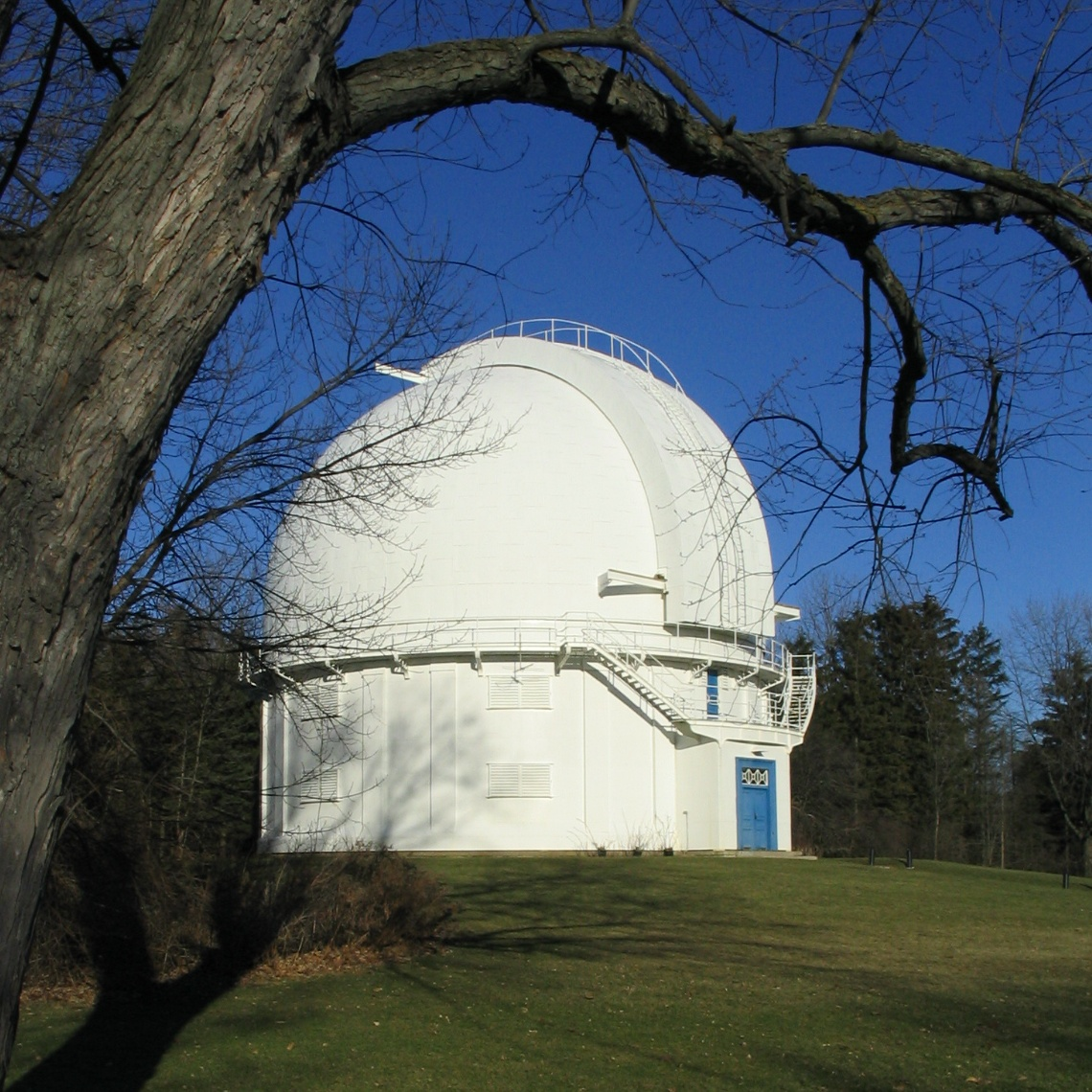
David Dunlap Observatory

In Richmond Hill wurde 1938 mit dem David Dunlap Observatory das größte kanadische Teleskop errichtet. Es gehört zur Universität von Toronto. Außerdem wird die Gemeinde vom Grüngürtel der in Ost-West-Richtung verlaufende Hügelkette der Oak Ridges-Moräne durchzogen.

## Geographie
Die Gegend um Richmond Hill ist sehr uneben. In dem Gebiet der Stadt befinden sich Seen und Moränen und die Gemeinde wird von der Oak Ridges-Moräne durchzogen. Von den Flüssen, die durch Richmond Hill fließen, sind der Rouge River und der Don River die bedeutendsten. Richmond Hill liegt auf einer Höhe von 146 m über dem Meeresspiegel.
Der Ort gilt als Bevölkerungsmittelpunkt von Kanada.

## Bevölkerungsgruppen
Ethnische Gruppen
- 59,6 % Weiße
- 21,8 % Chinesen
- 9,5 %  Asiaten (außer Chinesen)

Religiöse Gruppen
- 30,2 % römisch-katholisch
- 27,5 % keine, andere
- 19,1 % Protestanten
- 10,0 % andere Christen
- 7,7 % Juden
- 7,5 % Muslime

## Sportvereine
1. Richmond Hill Aquatic Club – Schwimmverein
2. Richmond Senators – Fußballverein
3. Richmond Hill Soccer club -Fußballverein
4. Richmond Hill Baseball club – Baseballverein
5. Richmond Hill Stars – Hockeyverein
6. Richmond_Hill_Model_Airplane_Club – Modellflugzeugverein
7. Richmond Hill Rowing Club – Ruderclub
8. Richmond Hill Raiders – Basketball Club

## Partnerstädte
- Lakeland, Florida (seit 1990)[4]

## Söhne und Töchter der Stadt
- George Lyon (1858–1938), Golfspieler und Sportfunktionär
- R. H. Thomson (* 1947), Schauspieler[5]
- Kathleen Wynne (* 1953), Politikerin
- Mag Ruffman (* 1957), Schauspielerin[6]
- Craig Walker (* 1960), Autor[7]
- Kim Richardson (* 1965), Sängerin und Schauspielerin
- Luciano Borsato (* 1966), Eishockeyspieler
- Dylan Neal (* 1969), Schauspieler
- Bill Armstrong (* 1970), Eishockeyspieler, -trainer und -funktionär
- Elvis Stojko (* 1972), Eiskunstläufer
- Cassie Campbell (* 1973), Sportjournalistin und Eishockeyspielerin
- Jonathon Young (* 1973), Schauspieler
- Mara Jones (* 1974), Ruderin[8]
- Trish Stratus (* 1975), Wrestlerin
- Jeff O’Neill (* 1976), Eishockeyspieler und Sportkommentator
- Emanuel Sandhu (* 1980), Eiskunstläufer
- Hayden Christensen (* 1981), Schauspieler
- Michael Cammalleri (* 1982), Eishockeyspieler
- Jonathan D’Aversa (* 1986), Eishockeyspieler
- Italia Ricci (* 1986), Schauspielerin
- Derek Joslin (* 1987), Eishockeyspieler
- Theo Peckham (* 1987), Eishockeyspieler
- Colby O’Donis (* 1989), Sänger
- Stefan Della Rovere (* 1990), Eishockeyspieler
- Sam Schachter (* 1990), Beachvolleyballspieler
- Julian Melchiori (* 1991), Eishockeyspieler
- John McFarland (* 1992), Eishockeyspieler
- Jordan Binnington (* 1993), Eishockeytorwart
- Daniel Catenacci (* 1993), Eishockeyspieler
- Scott Kosmachuk (* 1994), Eishockeyspieler
- Sam Bennett (* 1996), Eishockeyspieler
- Michael Dal Colle (* 1996), Eishockeyspieler
- Connor McDavid (* 1997), Eishockeyspieler